# عدد غراهام
عدد غراهام الذي سمي باسم رونالد غراهام، هو عدد كبير وهذا هو الحد الأعلى لحل المسائل الرياضية في نظرية رامزي.
هذا العدد اكتسب درجة عالية من الموثوقية الشعبية عندما وصفه مارتن غاردنر في قسم «الألعاب الرياضية» من مجلة العلوم في نوفمبر تشرين الثاني عام 1977، حيث كتب أن «في دليل غير منشور، لغراهام أنشأه مؤخرا... أن ارتباطا يقفز مساحات بأنه يحمل الرقم القياسي لأكبر عدد أستخدم مطلقا منذ أي وقت مضى في البراهين الرياضية المعقدة». أي في كتاب غينيس للارقام القياسية العالميةفي عام 1980 مع تكرار المطالبة من جانب جاردنر، إضافة إلى الاهتمام الشعبي لهذا العدد. وفقا للفيزيائي جون بايز، ابتكر غراهام القيمة المعروفة الآن بعدد غراهام في محادثة مع غاردنر نفسه. بينما كان غراهام يحاول شرح النتيجة في نظرية رامزي التي كان قد استمدها مع BL روتشيلد الذي تعاون معه، ووجد أن قيمة غراهام المعروفة الآن بعدد غراهام أسهل للشرح من العدد الفعلي الذي يظهر في الإثبات لأن الرقم الذي وصفه غراهام لغاردنر هو أكبر من الرقم في الورقة نفسها، وكلاهما يمثلان الحدود العليا الصالحة لإيجاد حل لمعضلات نظرية رامسي التي يدرسها غراهام وروتشيلد.
عدد غراهام هو رقم كبير أكبر بشكل لا يمكن تصوره أكبر من أي من الأعداد الكبيرة المعروفة مثل جووجل، جوجول بلكس، وحتى أكبر من رقم سكيويز ورقم موزر. في الواقع، مثل الثلاثة الأخيرة من هذه الأرقام، وملاحظتها الكون هو أبعد ما يكون صغيرا جدا لبقعة عادية التمثيل الرقمي من عدد غراهام، على افتراض أن كل رقم يحتل وحدة واحدة حجم بلانك.حتى أبراج الطاقة ‏ من النموذج {\displaystyle \scriptstyle a^{b^{c^{\cdot ^{\cdot ^{\cdot }}}}}} تتجاوز قيمة العدم لهذا الغرض، على الرغم من أنه يمكن وصفها بسهولة باستخدام الفورمولا التكرارية Knuth's up-arrow notation هي طريقة تدوين لأعداد صحيحة كبير جدا أو ما يعادلها، وقد تمت من قبل غراهام. العشرة أرقام الأخيرة من رقم غراهام هي... 2464195387.
الأعداد الصحيحة المحددة المعروفة تكون أعظم بكثير من عدد غراهام وقد ظهرت في العديد من البراهين الرياضية الخطيرة (على سبيل المثال، في اتصال مع أشكال مختلفة من نهايات فريدمان نظرية كروسكال).

## السياق

مثال مكعب ثلاثى الأبعاد ثنائى اللون تحتوي على one single-coloured 4-vertex coplanar complete subgraph. يظهر رسم بياني ثانوي أدنى المكعب. لاحظ أن هذا المكعب سوف لا يحتوي على مثل هذا التمثيل البياني الثانوي إذا، استعيض عن الحافة السفلية على سبيل المثال، في التمثيل البياني الثانوي الحاضر بحافة زرقاء - مما يثبت بالدليل أن N *> 3

.ويرتبط عدد غراهام للمشكلة التالية في نظرية رامزي:
رقم غراهام ينسب إلى «رونالد غراهام» في نظرية «رامزي» ويشكل قيمة أسية كبيرة لعدد. واشتهر هذا الرقم بين العامة في عام 1977 عندما كتب عنه أحد الرياضيين واصفاً إياه بأنه: «أضخم رقم في العالم تم استخدامه في إثبات رياضي».
رقم غراهام يتخطى بكثير جداً أعلى الأرقام في العالم مثل جوجول وجوجول-بلكس أو سكيويز، ومن الصعب جداً تمثيل رقم غراهام كتابة لأنه يتمثل من عدد ذو قيمة أسية، والقيمة الأسية بدورها لها قيمة أسية أخرى، وهكذا دواليك (مثل: 5×10^8^500^845^1215... حيث تمثل علامة ^ الأُس) وحتى مثل هذا التمثيل يعتبر غير ذو جدوى للتعبير عن الرقم في شكله العلمي الصحيح. لاحقاً، ظهرت أرقاماً صحيحة أكبر من من رقم غراهام وتعدته بكثير أيضاً، في إثباتات رياضية جادة جداً (كمعادلة فريدمان وأعداد النهاية في نظرية كروسكال).
كانت المسألة الحسابية التي حاول غراهام حلها وكانت سبباً في هذا الرقم ما يلي:
إذا كان لديك مضلعاً هائل العدد من الأضلاع (عدد الرؤوس في المضلع = ن)، ثم صل كل نقطتين فيه بخط، ليكون لديك مضلع عدد أضلاعه = 2^ن، ثم قم بتلوين كل ضلع إما باللون الأزرق أو الأحمر. فما هي أقل قيمة للمتغير (ن) بحيث يمكنك الحصول على وجه (مستطيل في المضلع) كافة أضلاعه ملونة بلون واحد (إما كلها زرقاء أو كلها حمراء). استطاع غراهام في النهاية أن يثبت أن هذه المسألة قابلة للحل وكانت حل المسألة هو (رقم غراهام).
أمكن التعبير عن رقم غراهام في المجلة العلمية الأمريكية في مقال لمارتن جاردنر بطريقة «تدوين نوث الصاعد» على الشكل الموضح أدناه في الصورة.
أما الأرقام الموضحة أدناه فهي آخر 500 رقم على أقصى اليمين من عدد أو رقم غراهام:
...02425950695064738395657479136519351798334535362521
```
43003540126026771622672160419810652263169355188780
38814483140652526168785095552646051071172000997092
91249544378887496062882911725063001303622934916080
25459461494578871427832350829242102091825896753560
43086993801689249889268099510169055919951195027887
17830837018340236474548882222161573228010132974509
27344594504343300901096928025352751833289884461508
94042482650181938515625357963996189939679054966380
03222348723967018485186439059104575627262464195387
```

## تعريف
باستخدام تدوين نوسز-للسهم الأعلى، عدد غراهام G (على النحو المحدد في مقال جاردنر المجلة العلمية الأمريكية) هو
{\displaystyle \left.{\begin{matrix}G&=&3\underbrace {\uparrow \uparrow \cdots \cdots \cdots \cdots \cdots \uparrow } 3\\&&3\underbrace {\uparrow \uparrow \cdots \cdots \cdots \cdots \uparrow } 3\\&&\underbrace {\qquad \;\;\vdots \qquad \;\;} \\&&3\underbrace {\uparrow \uparrow \cdots \cdot \cdot \uparrow } 3\\&&3\uparrow \uparrow \uparrow \uparrow 3\end{matrix}}\right\}{\text{64 layers}}}